# HMS Alacrity (U60)
Pour les autres navires du même nom, voir HMS Alacrity.
Le HMS Alacrity est un sloop britannique, de la classe Black Swan modifiée, qui participa aux opérations navales contre la Kriegsmarine (marine Allemande) pendant la Seconde Guerre mondiale.

## Construction et conception
Le Alacrity est commandé le 12 août 1941 dans le cadre de programmation de 1941 pour le chantier naval de William Denny and Brothers à Dumbarton en Ecosse. La pose de la quille est effectuée le 5 avril 1943, le Alacrity est lancé le 1er septembre 1944 et mis en service le 13 avril 1945.
Il a été adopté par les communautés civiles de Tadcaster dans le North Riding of Yorkshire, dans le cadre de la Warship Week (semaine des navires de guerre) en 1942.
Les sloops de la classe Black Swan ont fait l'objet de nombreuses modifications au cours du processus de construction, à tel point que la conception a été révisée, les navires ultérieurs (du programme de 1941 et suivants) étant décrits comme la classe Black Swan modifiée. Bien que Wren ait été fixé selon la conception originale, elle a été achevée plus tard que certains des navires de classe modifiés, et avec les modifications apportées lors de sa construction, il était impossible de les distinguer des navires modifiés de Black Swan.
La classe Black Swan modifiée était une version élargie et mieux armé pour la lutte anti-sous-marine de la classe Black Swan, elle-même dérivée des sloops antérieurs de la classe Egret. L'armement principal se composait de six canons antiaériens QF 4 pouces Mk XVI dans trois tourelles jumelles, de 6 Canons jumelés de 20 mm Oerlikon Anti-aérien, de 4 canons de 40 mm pom-pom. L'armement anti-sous-marin se composait de lanceurs de charges de profondeur avec 110 charges de profondeur transportées. Il était aussi équipé d'un mortier Hedgehog anti-sous-marin pour lancer en avant ainsi qu'un équipement radar pour le radar d'alerte de surface type 272, et le radar de contrôle de tir type 285,.

## Historique
Lors de la mise en service d'Alacrity, il a achevé ses essais dans les eaux intérieures, avant d'être affectée en Extrême-Orient à la British Pacific Fleet (flotte du Pacifique britannique), naviguant vers le Pacifique via la Méditerranée, où il suivit une formation complémentaire,. L'Alacrity arrive à Colombo après la capitulation du Japon à la fin de la guerre.
Après la guerre, il reste en Extrême-Orient et subit un réaménagement en Nouvelle-Zélande en 1946. Ia reçoit un nouveau numéro de fanion F60 et fait partie de la 1ère Flottille d'escorte. En 1949, la flottille est désignée 3e flottille de frégate.
En 1950, il est déployé avec les forces navales des Nations unies pour le service dans la guerre de Corée. Il revient à Portsmouth en 1952 et est placé en réserve, avant d'être inscrit sur la liste de démolition en 1956.
Il est ensuite vendu pour destruction à W H Arnold Young à Dalmuir et y arrive pour être dissout le 15 décembre 1956.